# Rinorea longistipulata
Rinorea longistipulata és una espècie de planta amb flor que pertany a la família de les violàcies. És endèmica al Brasil, concretament a l'Estat d'Acre i està confinat als boscos no inundats.

## Taxonomia
Rinorea longistipulata va ser descrita per Hekking i publicat a Phytologia 43(5): 471, pl. 2, f. 8, l'any 1978.